# Åke
Åke ist ein schwedischer männlicher Vorname.

## Herkunft und Bedeutung
Åke ist die schwedische Form von Áki, einer altnordischen Verkleinerungsform von Namen mit dem Element anu mit der Bedeutung „Vorfahre“, „Vater“. Die dänische und norwegische Form des Namens ist Åge beziehungsweise Aage. Die friesischen und niederdeutschen Namen Ocke/Okke/Oke sind möglicherweise ebenfalls verwandt.

## Namensträger
- Åke Andersson (Fußballspieler) (1917–1983), schwedischer Fußballspieler
- Åke Axelsson (* 1932), schwedischer Innenarchitekt
- Åke Bergman (* 1950), schwedischer Umweltchemiker
- Åke Blomström (1931–1985), schwedischer Hörfunkjournalist
- Åke Bonnier der Jüngere (* 1957), schwedischer Theologe
- Åke Borg (1901–1973), schwedischer Schwimmer
- Åke Dahlqvist (1901–1991), schwedischer Kameramann
- Åke Edwardson (* 1953), schwedischer Krimi-Autor
- Åke Ekman (1912–1965), finnischer Eisschnellläufer
- Åke Fridell (1919–1985), schwedischer Schauspieler
- Åke Fridh (1918–1997) war ein, schwedischer Klassischer Philologe
- Åke Gartz (1888–1974), finnischer Politiker und Diplomat
- Åke Gustafsson (1908–1988), schwedischer Botaniker und Genetiker
- Åke Häger (1897–1968), schwedischer Turner
- Åke Hammarskjöld (1893–1937), schwedischer Jurist und Diplomat
- Åke Hermanson (1923–1996), schwedischer Komponist
- Åke Hodell (1919–2000), schwedischer Kampfpilot, Poet, Autor und Künstler
- Åke Holmberg (1907–1991), schwedischer Schriftsteller und Übersetzer
- Åke Hultkrantz (1920–2006), schwedischer Religionswissenschaftler
- Åke Johansson (1928–2014), schwedischer Fußballnationalspieler
- Åke Johansson (Musiker) (1937–2011), schwedischer Jazzpianist
- Åke Lassas (1924–2009), schwedischer Eishockeyspieler
- Åke Lindman (1928–2009), finnischer Fußballspieler; Filmregisseur und Schauspieler
- Åke Lundeberg (1888–1939), schwedischer Sportschütze
- Åke Mattas (1920–1962), finnischer Maler
- Åke Nilsson (* 1945), schwedischer Speerwerfer
- Åke Norman (* 1978), schwedischer Skispringer und Skisprungtrainer
- Åke Ohlmarks (1911–1984), schwedischer Übersetzer, Autor und Religionshistoriker
- Åke Persson (1932–1975), schwedischer Jazz-Posaunist
- Åke Sandberg (* 1944), schwedischer Soziologe
- Åke Sandgren (* 1955), dänisch-schwedischer Filmregisseur, Drehbuchautor und Filmproduzent
- Åke Sellström (* 1948), schwedischer Wissenschaftler (Histologie) und Abrüstungsexperte für Chemiewaffen
- Åke Senning (1915–2000), schwedischer Herzchirurg
- Åke Seyffarth (1919–1998), schwedischer Eisschnellläufer
- Åke Smedberg (* 1948), schwedischer Schriftsteller
- Åke Stenqvist (1914–2006), schwedischer Leichtathlet
- Åke Tott (1598–1640), schwedischer General und Politiker
- Åke Wallenquist (1904–1994), schwedischer Astronom

Bestandteil im Doppelnamen
- Kjell-Åke Andersson (* 1949), schwedischer Filmregisseur, Drehbuchautor und Kameramann
- Karl-Åke Asph (* 1939), schwedischer Skilangläufer
- Sten-Åke Axelson (1906–1988), schwedischer Dirigent
- Bengt-Åke Gustafsson (* 1958), schwedischer Eishockeyspieler und -trainer
- Per-Åke Holmlander (* 1957), schwedischer Tubist und Cimbasso-Spieler
- Sven-Åke Johansson (1943–2025), schwedischer Komponist, Musiker, Autor und bildender Künstler
- Lars-Åke Lagrell (1940–2020), schwedischer Fußballfunktionär und Politiker
- Sven-Åke Lundbäck (* 1948), schwedischer Skilangläufer
- Jan-Åke Lundberg (* 1954), schwedischer Fußballspieler
- Sven-Åke Nilsson (* 1951), schwedischer Radrennfahrer und Weltmeister im Radsport
- Nils-Åke Sandell (1927–1992), schwedischer Fußballspieler